# Riverside (Ohio)
Riverside – miasto w Stanach Zjednoczonych, w stanie Ohio, będące przedmieściem miasta Dayton i tworzące z nim obszar metropolitarny. Liczba mieszkańców w 2000 roku wynosiła 27 031.